# Klaudia Kulon
Klaudia Teresa Kulon (ur. 13 marca 1992 w Koszalinie) – polska szachistka, arcymistrzyni od 2014, mistrzyni Polski w szachach w 2021  i w 2025 roku

## Kariera szachowa
Szachową karierę rozpoczęła w wieku 7 lat w koszalińskim klubie „Hetman Politechnika Koszalińska”, w krótkim czasie osiągając szereg sukcesów w szachach młodzieżowych. W roku 2002 zwyciężyła w mistrzostwach kraju juniorek do lat 10, rozegranych w Kołobrzegu. Rok później, w kategorii do lat 12, zdobyła w Wiśle medal brązowy. W bardzo udanym dla niej roku 2004 zdobyła dwa złote medale: triumfowała w mistrzostwach świata juniorek w Heraklionie oraz w mistrzostwach Polski juniorek, rozegranych w Kołobrzegu (oba złote medale w kategorii do lat 12). Rok później zdobyła tytuł mistrzyni Polski juniorek do lat 14 (w Janowie Lubelskim). Rok 2006 był kolejnym bogatym w medalowe sukcesy: po raz drugi została mistrzynią świata juniorek (do lat 14, w Batumi), triumfowała po raz drugi z rzędu w mistrzostwach kraju do lat 14 (w Bęsii) oraz zdobyła złoty medal w mistrzostwach Polski kobiet w szachach błyskawicznych (w Koszalinie). W 2007 zdobyła w Środzie Wlkp. tytuł mistrzyni kraju do lat 20, natomiast w Łebie – w kategorii do lat 16. W 2007 zadebiutowała również w finale mistrzostw Polski seniorek, zajmując w Barlinku VII miejsce. W kolejnym finałowym turnieju (Kraków, 2008) zajęła VI miejsce. W tym samym roku zdobyła w Łebie tytuły mistrzyni kraju do lat 16 oraz wicemistrzyni świata do 16 lat (w Vung Tau). W 2009 zdobyła w Chotowej brązowy medal MP do 18 lat, złoty medal w DMP kobiet oraz srebrny w indywidualnych MP w szachach błyskawicznych (w Bydgoszczy). W 2010 sięgnęła po kolejny tytuł mistrzyni Polski, zwyciężając w Karpaczu w grupie do 18 lat, natomiast w Batumi zdobyła tytuł wicemistrzyni Europy juniorek do 18 lat. W 2012 w Katowicach, wraz z drużyną Politechniki Poznańskiej, zdobyła w AMP brązowy medal (złoty wśród uczelni technicznych). Została również, po raz kolejny, srebrną medalistką indywidualnych MP w szachach błyskawicznych (w Bydgoszczy). W 2013 (ponownie w Bydgoszczy) zdobyła brązowy medal MP w szachach błyskawicznych, natomiast w Kazaniu – brązowy medal letniej uniwersjady (w klasyfikacji drużynowej). W 2014 zdobyła (w Katowicach) złoty medal akademickich mistrzostw Polski, jak również brązowy medal indywidualnych mistrzostw Polski kobiet (w Warszawie), złoty medal Indywidualnych Mistrzostw Polski Kobiet w szachach szybkich w Trzciance oraz dwa złote medale (w klasyfikacji kobiet i klasyfikacji drużynowej) akademickich mistrzostw świata (w Katowicach). Również w 2014 zwyciężyła w memoriale Krystyny Radzikowskiej we Wrocławiu. W 2015 drugi raz z rzędu zdobyła złoty medal akademickich mistrzostw Polski. W 2016 zdobyła srebrny medal indywidualnie oraz złoty drużynowo z Uniwersytetem Ekonomicznym w Poznaniu na akademickich Mistrzostwach Polski, pierwsze miejsce w kategorii kobiet na nieoficjalnych MP w szachach superbłyskawicznych oraz srebrny na Mistrzostwach Polski Kobiet w szachach błyskawicznych. We wrześniu osiągnęła najważniejszy sukces w swojej karierze: srebrny medal drużynowo na olimpiadzie szachowej w Baku oraz brązowy indywidualnie na czwartej szachownicy. Rok 2017 zaczęła od dwóch tytułów mistrzyni Polski – w szachach szybkich (w Zgierzu) oraz akademickich (w Lublinie). Drugi rok z rzędu zdobyła pierwsze miejsce w kategorii kobiet na nieoficjalnych MP w szachach superbłyskawicznych.
W 2021 roku została mistrzynią Polski. Ponownie zdobyła tytuł w roku 2025.
Reprezentowała Polskę w turniejach drużynowych, między innymi:
- trzykrotnie na olimpiadach szachowych (w latach 2014, 2016, 2018), w 2016 zdobywając wraz z drużyną srebrny medal oraz brązowy indywidualnie na czwartej szachownicy,
- na drużynowych mistrzostwach świata (w roku 2015),
- na drużynowych mistrzostwach Europy (w roku 2013)[11],
- na drużynowych mistrzostwach Europy juniorów do 18 lat (w roku 2008); dwukrotna medalistka: wspólnie z drużyną – złota (2008) oraz indywidualnie – srebrna (2008 – na I szachownicy)[12].

Najwyższy ranking w dotychczasowej karierze osiągnęła 1 października 2016, z wynikiem 2401 punktów zajmowała 62. miejsce na światowej liście FIDE, jednocześnie zajmując 4. miejsce wśród polskich szachistek.